# Montecatini Sporting Club 1989-1990
Questa voce raccoglie le informazioni riguardanti il Montecatini Sporting Club nelle competizioni ufficiali della stagione 1989-1990.

## Stagione
La stagione 1989-90 del Montecatini Sporting Club è la prima in Serie A1 e per l'occasione torna lo storico sponsor Panapesca, l'azienda del proprietario Vito Panati.
Mantenuta la promessa della promozione l'anno precedente, Otis Howard lascia la formazione toscana. Viene sostituito dal lungo americano Mark Landsberger, 2 volte campione NBA con i Los Angeles Lakers dello Showtime ed ex Forlì, gran rimbalzista (con 433 rimbalzi in 30 partite, 14.43 a partita, chiude l'anno come miglior rimbalzista del campionato). Rimane Andro Knego per il terzo anno consecutivo. C'è la partenza di Carlo Marchi, presente in entrambe le promozioni, sostituito da Mauro Procaccini, e il ritorno di Luca Colantoni, uno dei protagonisti della promozione dalla Serie B alla A2.
La stagione per Montecatini è difficile; la prima vittoria nella massima serie avviene alla quinta giornata contro la Fortitudo Bologna e ci sono altri buoni risultati, come le vittorie contro la futura finalista Varese, sia all'andata che al ritorno, e la vittoria contro la Philips Milano campione d'Italia in carica. Nonostante ciò l'annata si chiude con sole 8 vittorie, il penultimo posto, davanti alla Irge Desio ultima con 0 punti in 30 partite, e la conseguente retrocessione in Serie A2. La lotta per non retrocedere si chiude comunque solo nelle ultime giornate con il testa a testa con la Neutroroberts Firenze. Nelle ultime 3 partite Montecatini prova a dare una scossa alla squadra esonerando Massimo Masini e promuovendo a capo allenatore Marcello Billeri, ma non basta. Per Montecatini risulteranno decisive in negativo la sconfitta nello scontro diretto per 80-71 a 7 giornate dal termine, che ribalta in favore dei fiorentini la differenza canestri (97-93 per Montecatini all'andata), permettendo a Firenze di salvarsi arrivando a pari punti, e le sconfitte di misura per 83-82 contro Reggio Emilia (26 punti di Joe Bryant) e per 88-84 contro Milano (41 di Bob McAdoo alla sua ultima partita con i biancorossi) nelle ultime due giornate.

## Roster
| Panapesca Montecatini 1989-90 | Panapesca Montecatini 1989-90 |
| Giocatori                     | Staff tecnico                 |
| ----------------------------- | ----------------------------- |

| N. | Naz.                   | Ruolo | Nome                | Anno | Alt.   | Peso   |  |
| -- | ---------------------- | ----- | ------------------- | ---- | ------ | ------ |  |
|    | Italia (bandiera)      | C     | Cesare Amabili      | 1970 | 205 cm | 98 kg  |  |
|    | Italia (bandiera)      | GA    | Mario Boni          | 1963 | 200 cm | 100 kg |  |
|    | Italia (bandiera)      | PG    | Stefano Briga       | 1964 | 185 cm |        |  |
|    | Italia (bandiera)      |       | Simone Cei          | 1969 |        |        |  |
|    | Italia (bandiera)      |       | Luca Colantoni      | 1964 |        |        |  |
|    | Italia (bandiera)      |       | Benito Colmani      | 1965 |        |        |  |
|    | Croazia (bandiera)     | C     | Andro Knego         | 1956 | 206 cm | 96 kg  |  |
|    | Stati Uniti (bandiera) | C     | Mark Landsberger    | 1955 | 203 cm | 98 kg  |  |
|    | Italia (bandiera)      | G     | Andrea Niccolai     | 1968 | 196 cm | 93 kg  |  |
|    | Italia (bandiera)      |       | Ezio Riva           | 1957 |        |        |  |
|    | Italia (bandiera)      |       | Leonardo Masini     | 1970 |        |        |  |
|    | Italia (bandiera)      |       | Raffaello Venturini | 1969 |        |        |  |
|    | Italia (bandiera)      | P     | Mauro Procaccini    | 1961 |        |        |  |

| Allenatore                                       |
| - Massimo Masini                                 |
| Assistente/i                                     |
| - Marcello Billeri Legenda - (C) Capitano Roster |